# Огаста
Огаста (англ. Augusta) — місто (англ. city) в США, в окрузі Річмонд штату Джорджія. Розташована на американській лінії водоспадів на правому березі річки Саванна. Населення — 202 081 особа (2020). У межах міської конурбації Оґаста-Ричмонд округу сполученого статистичного ареалу населення становить 528,5 тис. (2007 рік).

## Географія
Огаста розташована за координатами 33°21′56″ пн. ш. 82°4′24″ зх. д. / 33.36556° пн. ш. 82.07333° зх. д. (33.365531, -82.073422).  За даними Бюро перепису населення США в 2010 році місто мало площу 794,27 км², з яких 783,40 км² — суходіл та 10,87 км² — водойми.

### Клімат
Середньодобова температура липня: +25 °C, січня +7 °C.
| Клімат : Огаста                             | Клімат : Огаста | Клімат : Огаста | Клімат : Огаста | Клімат : Огаста | Клімат : Огаста | Клімат : Огаста | Клімат : Огаста | Клімат : Огаста | Клімат : Огаста | Клімат : Огаста | Клімат : Огаста | Клімат : Огаста | Клімат : Огаста |
| Показник                                    | Січ.            | Лют.            | Бер.            | Квіт.           | Трав.           | Черв.           | Лип.            | Серп.           | Вер.            | Жовт.           | Лист.           | Груд.           | Рік             |
| Абсолютний максимум, °C                     | 28,9            | 30,0            | 33,9            | 35,6            | 38,3            | 41,1            | 41,7            | 42,2            | 41,1            | 38,3            | 32,2            | 28,9            | 42,2            |
| Середній максимум, °C                       | 14,4            | 16,8            | 21,1            | 25,2            | 29,4            | 32,8            | 34,1            | 33,2            | 30,4            | 25,4            | 20,6            | 15,6            | 24,9            |
| Середній мінімум, °C                        | 0,4             | 2,2             | 5,6             | 8,9             | 14,1            | 19,0            | 21,0            | 20,7            | 17,0            | 10,6            | 5,2             | 1,4             | 10,6            |
| Абсолютний мінімум, °C                      | −18,3           | −16,1           | −11,1           | −3,3            | 1,7             | 7,8             | 12,2            | 11,1            | 2,2             | −5,6            | −11,7           | −15             | −18,3           |
| Норма опадів, мм                            | 99              | 100             | 106             | 72              | 67              | 120             | 110             | 110             | 82              | 83              | 72              | 86              | 1107            |
| Днів з опадами                              | 9,8             | 8,8             | 8,6             | 7,5             | 8,1             | 11,0            | 11,0            | 10,3            | 7,1             | 6,5             | 6,9             | 9,2             | 104,8           |
| Днів зі снігом                              | 0,2             | 0,1             | 0               | 0               | 0               | 0               | 0               | 0               | 0               | 0               | 0               | 0,1             | 0,4             |
| Вологість повітря, %                        | 69.8            | 65.8            | 65.0            | 64.5            | 69.6            | 71.3            | 73.9            | 76.5            | 76.2            | 73.3            | 71.9            | 71.6            | 70.8            |
| ------------------------------------------- | --------------- | --------------- | --------------- | --------------- | --------------- | --------------- | --------------- | --------------- | --------------- | --------------- | --------------- | --------------- | --------------- |
| Джерело: NOAA (relative humidity 1961–1990) |                 |                 |                 |                 |                 |                 |                 |                 |                 |                 |                 |                 |                 |

## Демографія
Згідно з переписом 2010 року, у селищі мешкали 195 844 особи в 75 208 домогосподарствах у складі 47 325 родин. Густота населення становила 247 осіб/км².  Було 84427 помешкань (106/км²).
Расовий склад населення:
| - 54,7 % — чорних або афроамериканців - 39,1 % — білих - 1,7 % — азіатів - 0,3 % — корінних американців - 0,2 % — вихідців з тихоокеанських островів - 1,3 % — осіб інших рас |

До двох чи більше рас належало 2,6 %. Частка іспаномовних становила 4,1 % від усіх жителів.
За віковим діапазоном населення розподілялося таким чином: 24,6 % — особи молодші 18 років, 64,1 % — особи у віці 18—64 років, 11,3 % — особи у віці 65 років та старші. Медіана віку мешканця становила 33,0 року. На 100 осіб жіночої статі у селищі припадало 93,8 чоловіків;  на 100 жінок у віці від 18 років та старших — 90,7 чоловіків також старших 18 років.
Середній дохід на одне домашнє господарство  становив 51 780 доларів США (медіана — 37 337), а середній дохід на одну сім'ю — 61 267 доларів (медіана — 45 650). Медіана доходів становила 39 710 доларів для чоловіків та 31 289 доларів для жінок. За межею бідності перебувало 25,4 % осіб, у тому числі 40,3 % дітей у віці до 18 років та 10,4 % осіб у віці 65 років та старших.
Цивільне працевлаштоване населення становило 74 856 осіб. Основні галузі зайнятості: освіта, охорона здоров'я та соціальна допомога — 26,1 %, роздрібна торгівля — 13,1 %, мистецтво, розваги та відпочинок — 11,2 %, науковці, спеціалісти, менеджери — 10,3 %.

## Історія
Огаста була заснована 1736 року за наказам генерала Джеймса Оглторпа та була другим заснованим містом у британській колонії Джорджія після Саванни. До приходу британців тут існувало індіанське поселення біля переправи через річку Саванна біля водоспадів. Місто лежало посеред землі кріків і чероків. Місто було назване Оглторпом ім'ям принцеси Авґусти Саксен-Готської, дружини принца Уельсу Фредерика та матері короля Георга III.
У 1785–1795 роках Огаста була столицею штату Джорджія (після Саванни і до Атланти). З 1785 року тут почала виходити щоденна газета «Augusta Gazette» (тепер — «The Augusta Chronicle»).
Під час Американської революції, коли в цих краях проходила лінія фронту, Огаста кілька разів ставала столицею штату. У Громадянську війну жителі півдня виробляли тут основну частину своїх боєприпасів; 54-метрова труба порохової фабрики служить нагадуванням про це.
Історично, економіка Огасти базувалася на переробці бавовни і легкої промисловості. У 1840-і роки для постачання текстильних фабрик водою вздовж річки був проритий канал, який досі використовується за призначенням. У місті збереглися розкішні особняки плантаторів і торговців бавовни, найстаріший з яких датується 1760 роком.
Національний гольф-клуб Огасти, один з найпрестижніших у світі, щорічно проводить у місті турнір «Мастерз».

## Відомі люди
Президент Вудро Вільсон провів тут дитячі роки. Співак Джеймс Браун жив в Оґасті з 6 років і до самої смерті.

### Уродженці
- Джаспер Джонс[en] (* 1930) — американський художник
- Бен Бернанке (* 1953) — американський економіст, колишній голова Федеральної резервної системи США.
- Галк Гоган (* 1953) — реслер, актор і шоумен
- Лоренс Фішберн (* 1961) — американський актор, режисер, сценарист та продюсер
- Енні ЛеБланк (* 2004) — американська інтернет — особистість, акторка та співачка.